# اگبور
اگبور (به لاتین: Agbor) یک منطقهٔ مسکونی در نیجریه است که در Ika South واقع شده‌است.